# John Burke (genealog)
John Burke, född 1787 på Irland, död den 27 mars 1848 i Aachen, var en engelsk genealog och heraldiker, far till sir Bernard Burke.

## Biografi
Burke tillhörde en gammal irländsk släkt. Han flyttade till London och idkade litterär verksamhet samt började 1826 utgiva Genealogical and Heraldic Dictionary of the Peerage and Baronetage of the United Kingdom på det av honom startade förlaget Burke's Peerage. Denna handbok har sedan dess alltjämt utkommit i nya upplagor, till en början mer oregelbundet (9:e upplagan 1847), men från 1847 under lång tid årligen. I Burkes "Dictionary" behandlades för första gången baronetfamiljerna tillsammans med pärsfamiljerna, varjämte också för första gången de adliga familjerna var ordnade i alfabetisk (inte i kronologisk) ordning, vilket naturligtvis gjorde arbetet lättare användbart för den stora allmänheten. 
Utom detta sitt främsta verk utgav Burke A Genealogical and Heraldic History of the Peers of England, Ireland and Scotland, Extinct, Dormant and in Abeyance (1831, 3:e upplagan 1846), A Genealogical and Heraldic History of the Extinct and Dormant Baronetcies of England, Ireland and Scotland (1841), General Armoury of England (1842), The Commoners of Great Britain and Ireland (3 band, 1843–1849) med mera.